# Phytomyptera rotundata
Phytomyptera rotundata är en tvåvingeart som först beskrevs av Aldrich 1934.  Phytomyptera rotundata ingår i släktet Phytomyptera och familjen parasitflugor. Inga underarter finns listade i Catalogue of Life.